# P5A
P5A war eine geplante Amateurfunk-Marssonde. Es handelte sich um das bis dahin technisch anspruchsvollste Projekt der Amateurfunksatelliten-Vereinigung AMSAT. Die Abkürzung P5A steht für das erste Projekt der Kategorie „Phase 5“, welche Flugkörper bezeichnet, die das Gravitationsfeld der Erde verlassen. Das Projekt wurde 2015 gestrichen.
P5A sollte die gleiche Struktur und einen ähnlichen Antrieb wie der 2000 gestartete Satellit OSCAR 40 (P3D) haben. Außerdem sollte ein Ballon, Archimedes genannt, ausgesetzt werden und auf der Marsoberfläche landen. Gebaut wurde der Ballon von der Mars Society. Ein Teil der Nutzlast von P5A sollte zuvor auf dem Amateurfunksatelliten P3E getestet werden, für den eine potentielle Startgelegenheit im Juli 2015 gefunden wurde.
Im September 2012 wurde bekannt, dass das Deutsche Zentrum für Luft- und Raumfahrt (DLR) die P5A-Mission nicht mehr unterstützen wird und sich die Universität Marburg aus dem zentralen Entwicklungslabor zurückzieht, womit die Zukunft des Projekts ungewiss wurde.